# Patent- och registreringsverket (byggnad)

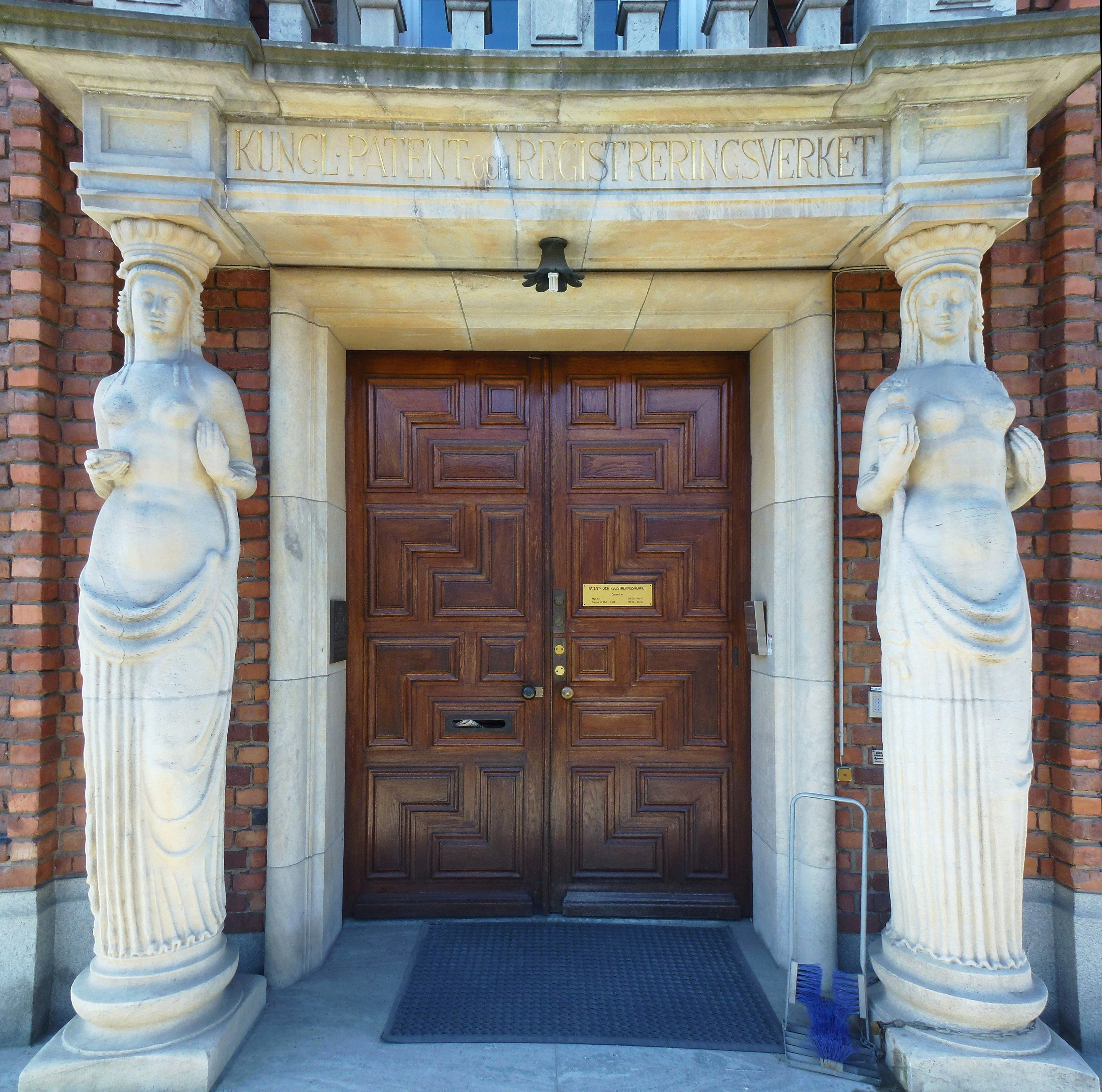
PRV:s entré omges av två antikiserande statyer i vit marmor.

Patent- och registreringsverkets byggnad ligger vid Valhallavägen 136 på Östermalm i Stockholm. Det monumentala kontorshuset i rött murtegel som sedan 1921 är hemvist för Patent- och registreringsverket, ritades 1911 till 1921 av Ragnar Östberg och blev tillbyggt i två etapper: 1946–1947 av arkitekterna Ernst Hawerman och Nils G:son Friberg samt 1960–1961 av Bengt Romare och Georg Scherman. Östbergs byggnad blev redan 1935 statligt byggnadsminne. Efter avvecklingen av Byggnadsstyrelsen 1993 togs förvaltningen över av det statliga bolaget Vasakronan. Då statliga byggnadsminnen måste ägas direkt av staten omvandlades det till ett enskilt byggnadsminne i oktober 1993. Annexet från 1961 står sedan år 2010 tomt och skall eventuellt byggas om till bostäder.

## Historik

### Byggnad vid Valhallavägen
| Trappan utanför Senatspalatset på Capitolium (t.v.) och Patentverkets trappa. |  | Trappan utanför Senatspalatset på Capitolium (t.v.) och Patentverkets trappa. |
| Trappan utanför Senatspalatset på Capitolium (t.v.) och Patentverkets trappa. |  |                                                                               |

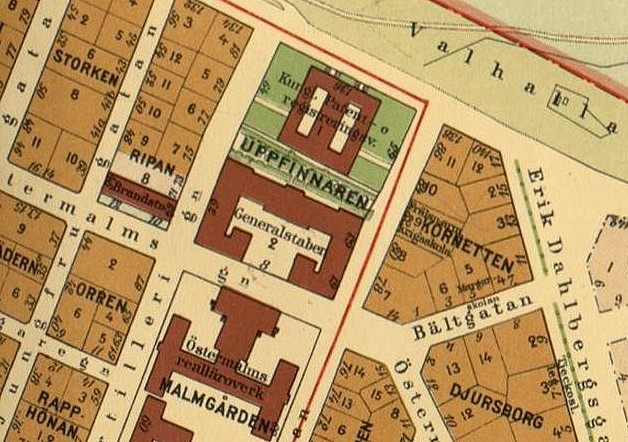
PRV:s ursprungliga storlek, karta 1930.

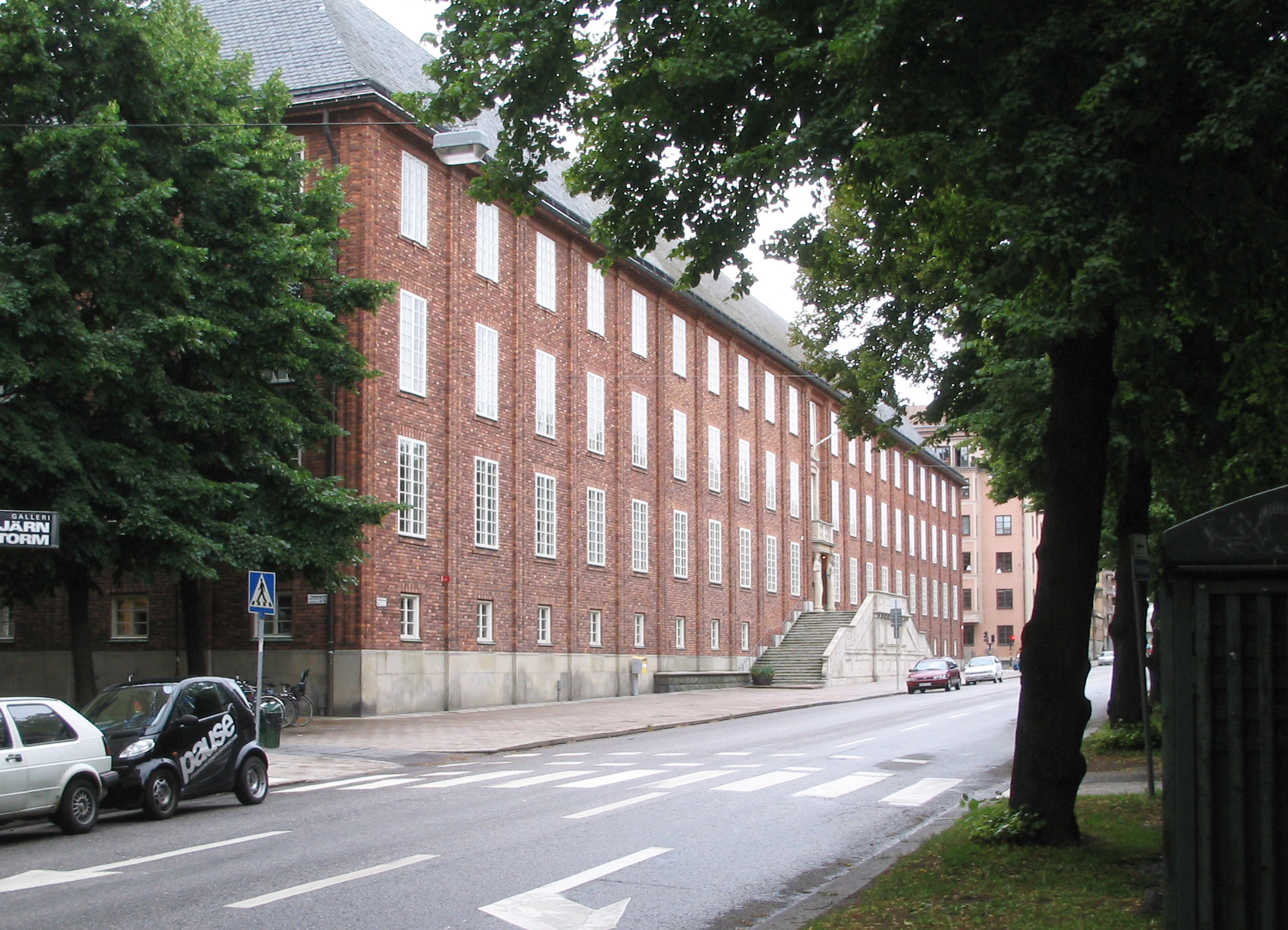
PRV:s byggnad mot Valhallavägen.

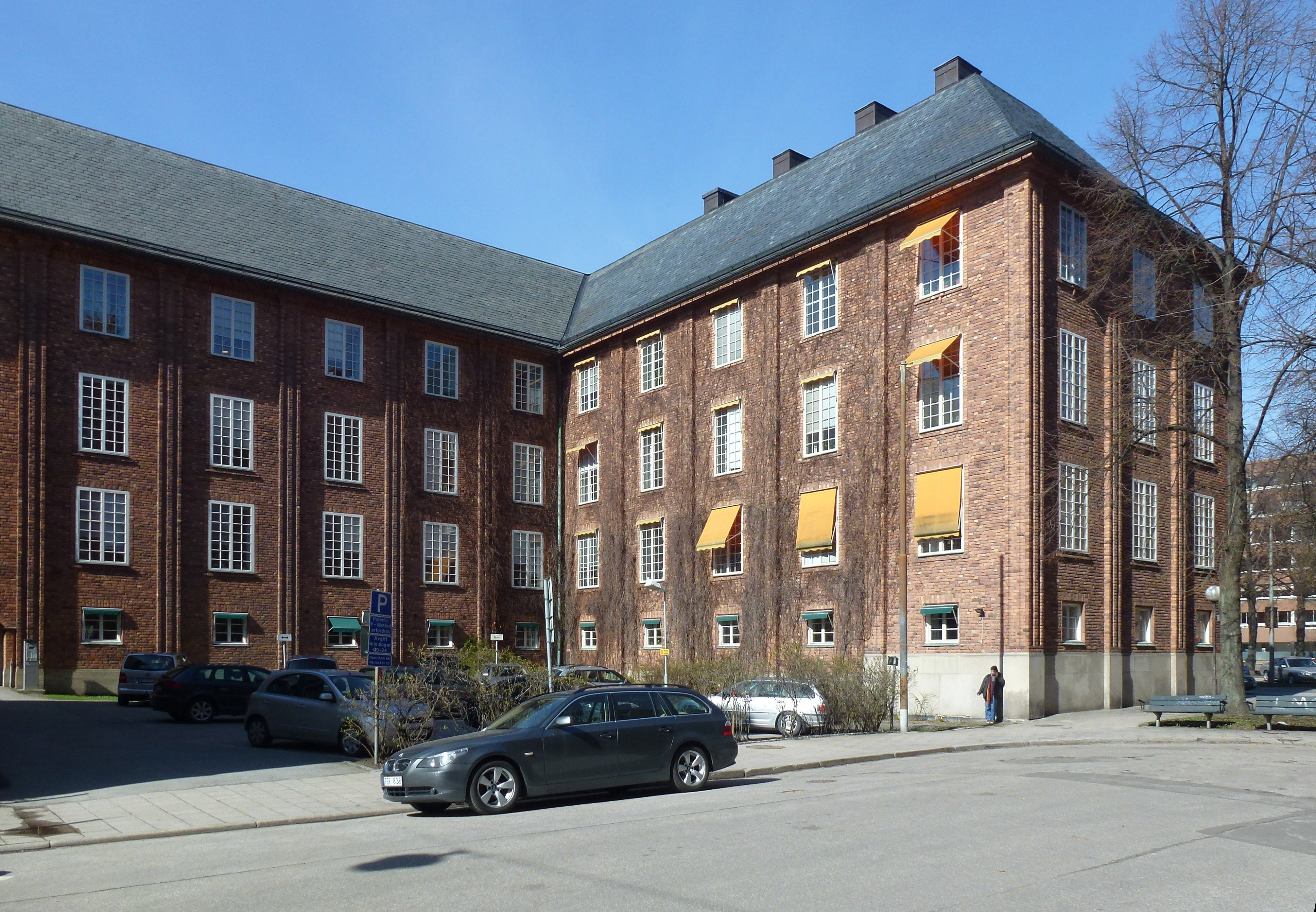
PRV:s tillbyggnad mot Skeppargatan.

Patent- och registreringsverkets (PRV) lokaler låg från och med 1906 i fastigheten Rännilen vid hörnet Birger Jarlsgatan/Smålandsgatan i Stockholm. Efter flytt till olika byggnader kunde PRV år 1921 ta sitt nya kontor på Valhallavägen 136 i besittning. Redan sedan 1911 pågick utrednings- och skissarbetena för den nya byggnaden, alltså ungefär samtidigt med Östbergs stora projekt med Stockholms stadshus. Tomten för patentverkets nya hemvist köptes 1916 och låg i kvarteret Doktorn. Fastigheten fick senare det passande namnat Uppfinnaren 1, beläget mellan Valhallavägen, Artillerigatan och Skeppargatan. Samma år började byggnadsarbetena och huset stod färdigt 1921, två år tidigare än Stockholms stadshus. Den 30 september hölls invigningen med Kung Gustaf V och prinsessan Ingeborg närvarande.
I motsats till stadshuset skapade Östberg i patentverkets byggnad ett arkitektoniskt nedtonat ämbetsverk i klassicistisk stil. Volymen liknar en kub uppförd i murtegel och tre våningar. Yttertaket är svagt utsvängt och täckt av svarta skifferplattor. Fasaderna accentueras av pilaster utförda i tegel och placerade mellan fönstren samt i hushörnen.  
Östberg gav byggnaden en färgkontrast genom att ställa den stora vita yttertrappan (entrétrappan) i ljus marmor mot den mörka, tegelröda fasaden och det svarta taket. Trappan har vissa likheter med trappan framför Senatspalatset på Capitolium i Rom och det är möjligt att Östberg på en av sina italienresor hämtade inspirationen där. Entréportalen inramas av en balkong som bärs upp av två antikiserande statyer i vit marmor.
Byggnadens planlösning bildade ursprungligen en kvadrat med enkelsidigt anordnade kontorsrum i fyra längor och med en mittenlänga som huvudsakligen innehåller trapphus och biblioteket. Korridorerna får sin belysning med dagsljus från två innergårdar. Kontorsrummen är stora med plats för förvaring och hantering av patentakter. Huset inreddes delvis med möbler formgivna av Carl Malmsten. Generaldirektörens rum, som Ragnar Östberg planerade inredningen för, har bevarat sitt ursprungliga utseende, bara generaldirektörens stol är utbytt. 
Byggnadens längd motsvarade till en början elva fönsteraxlar mot Valhallavägen och tolv fönsteraxlar mot Artillerigatan respektive Skeppargatan. Huset planerades med en flexibel planlösning och var specialritat för sitt ändamål. Byggnaden konstruerades med bärande pelare i betong och tegel samt bjälklag av armerad betong. Redan från början planerades en förlängning av gatufasaden mot Valhallavägen. PRV:s nya hus uppvisade snart några brister av praktiskt natur. Exempelvis saknas en källarvåning som kunde ha nyttjats för arkiv och hissarna gick inte ända upp till vinden. Man saknade varmvatten och eluttagen var alldeles för få. Som mycket opraktiskt upplevde man även att samtliga fönster är utåtgående, vilket fördyrade rengöringen avsevärt.
Tillbyggnaden utfördes först 1947, efter Östbergs död. Ansvariga arkitekter  var Östbergs elever Ernst Hawerman och Nils G:son Friberg som ritade två flyglar motsvarande fem fönsteraxlars längd och tre fönsteraxlars bredd. Gestaltningen var given och enligt Östbergs intentioner. Idag syns ingen skillnad mellan den ursprungliga byggnadsdelen och tillbyggnaden från 1947. Utöver husets förlängning längs Valhallavägen hade Östberg även planerat för två fristående flygelbyggnader i tegel. Men när dessa 1961 skulle börja byggas var man av ekonomiska skäl tvungen att frångå Östbergs ritningar och arkitekterna Bengt Romare och Georg Scherman skapade istället två helt nya flygelbyggnader med fasader i betongelement (se nästa avsnitt).

### Bilder, exteriör, detaljer

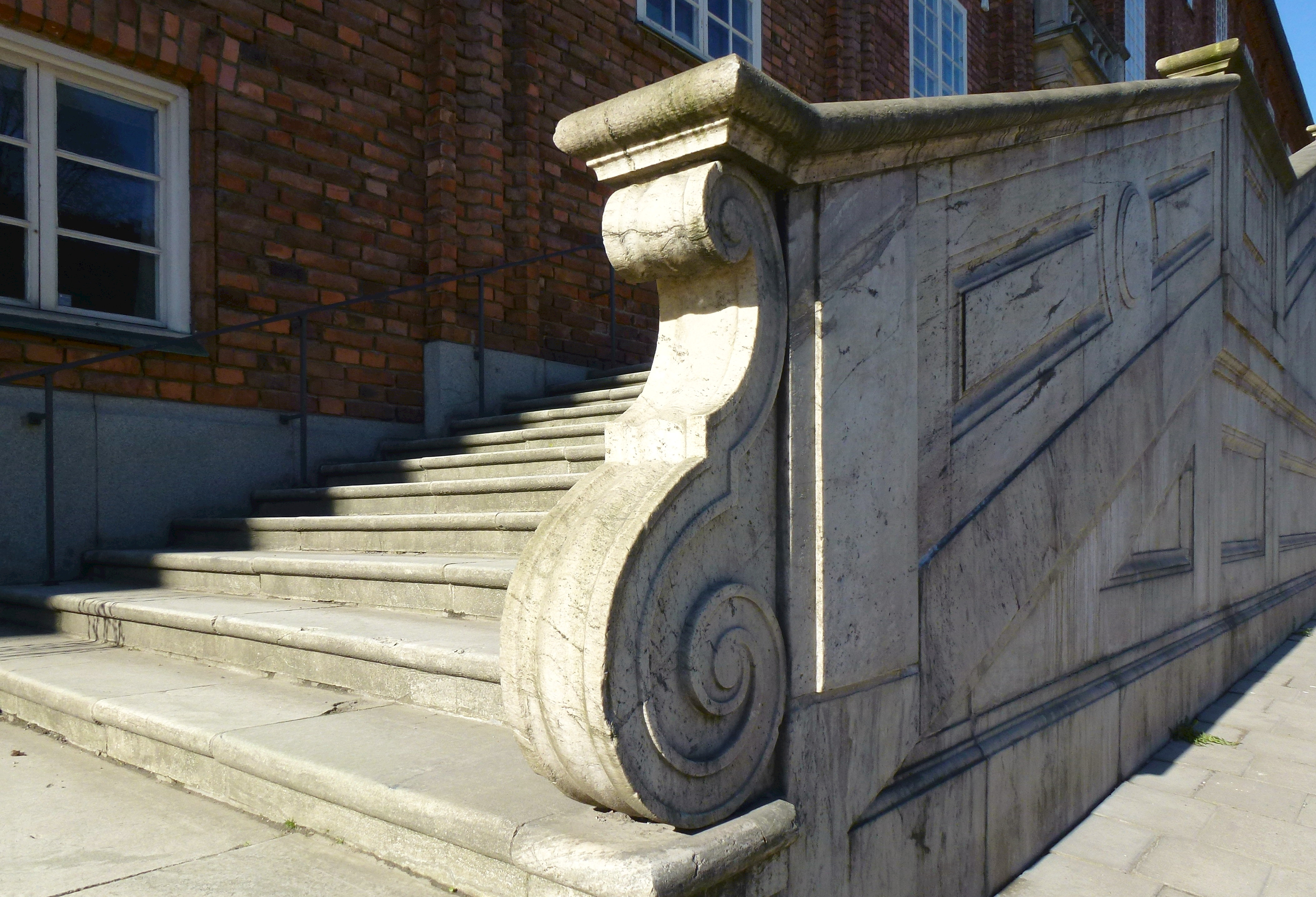
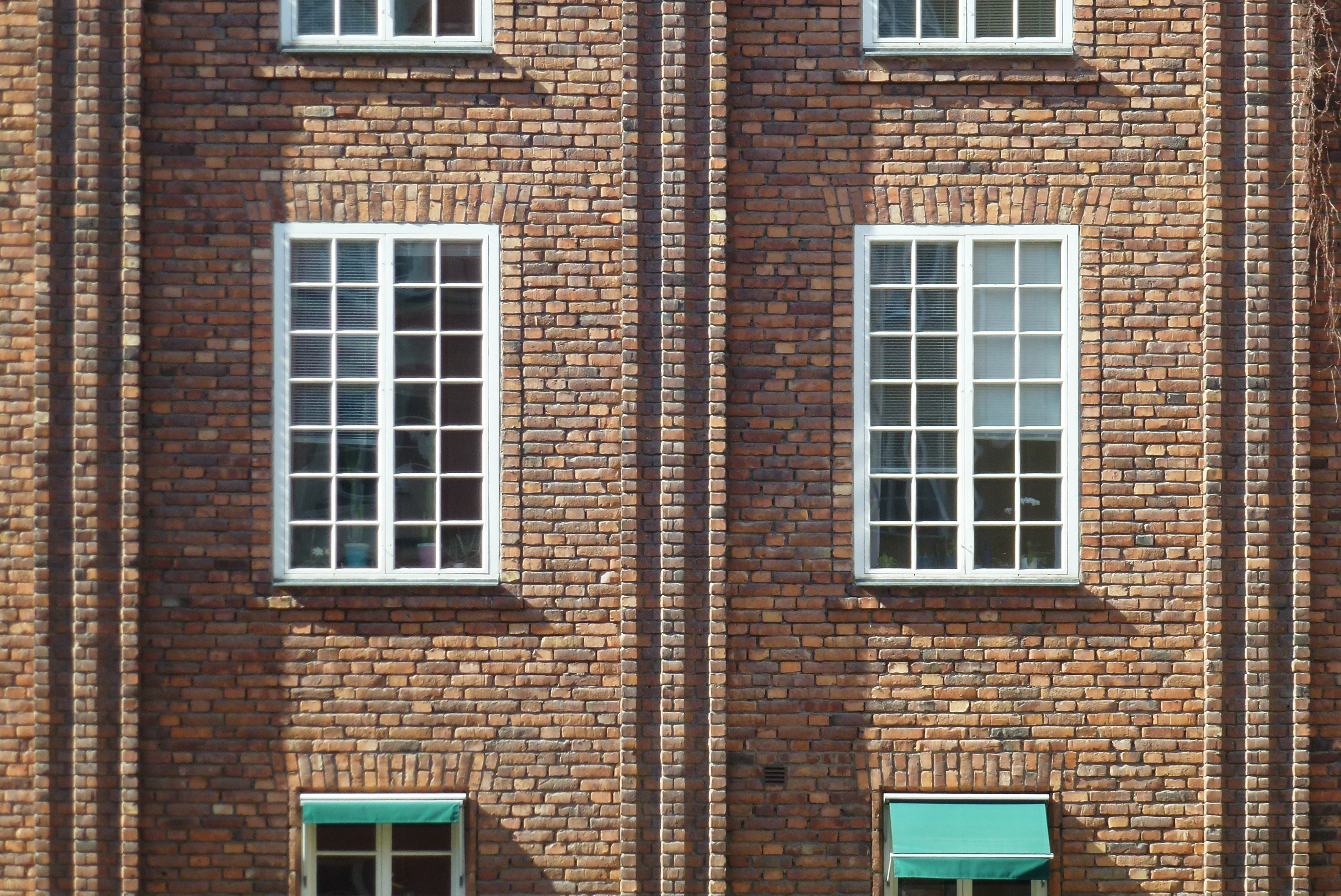
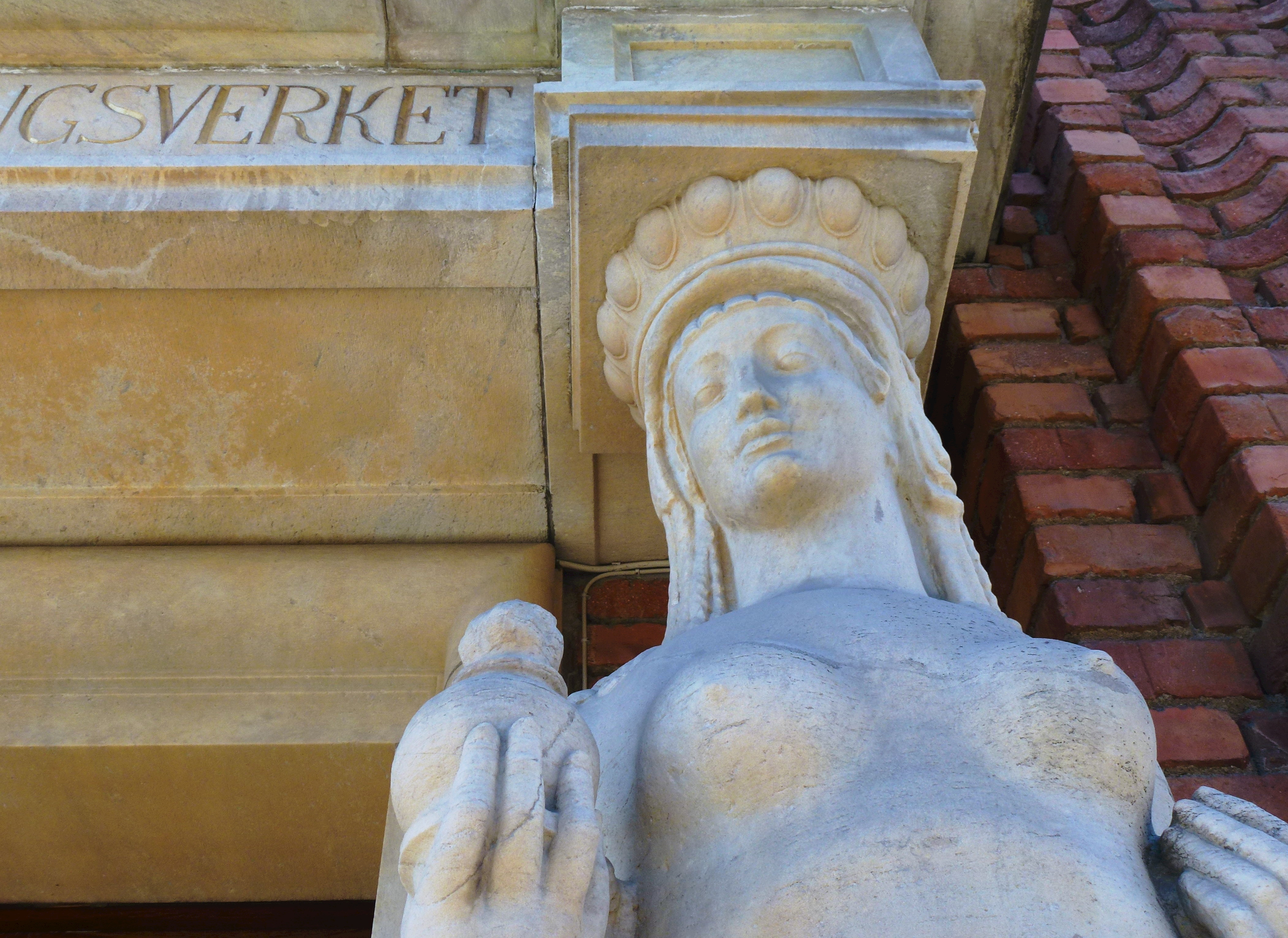
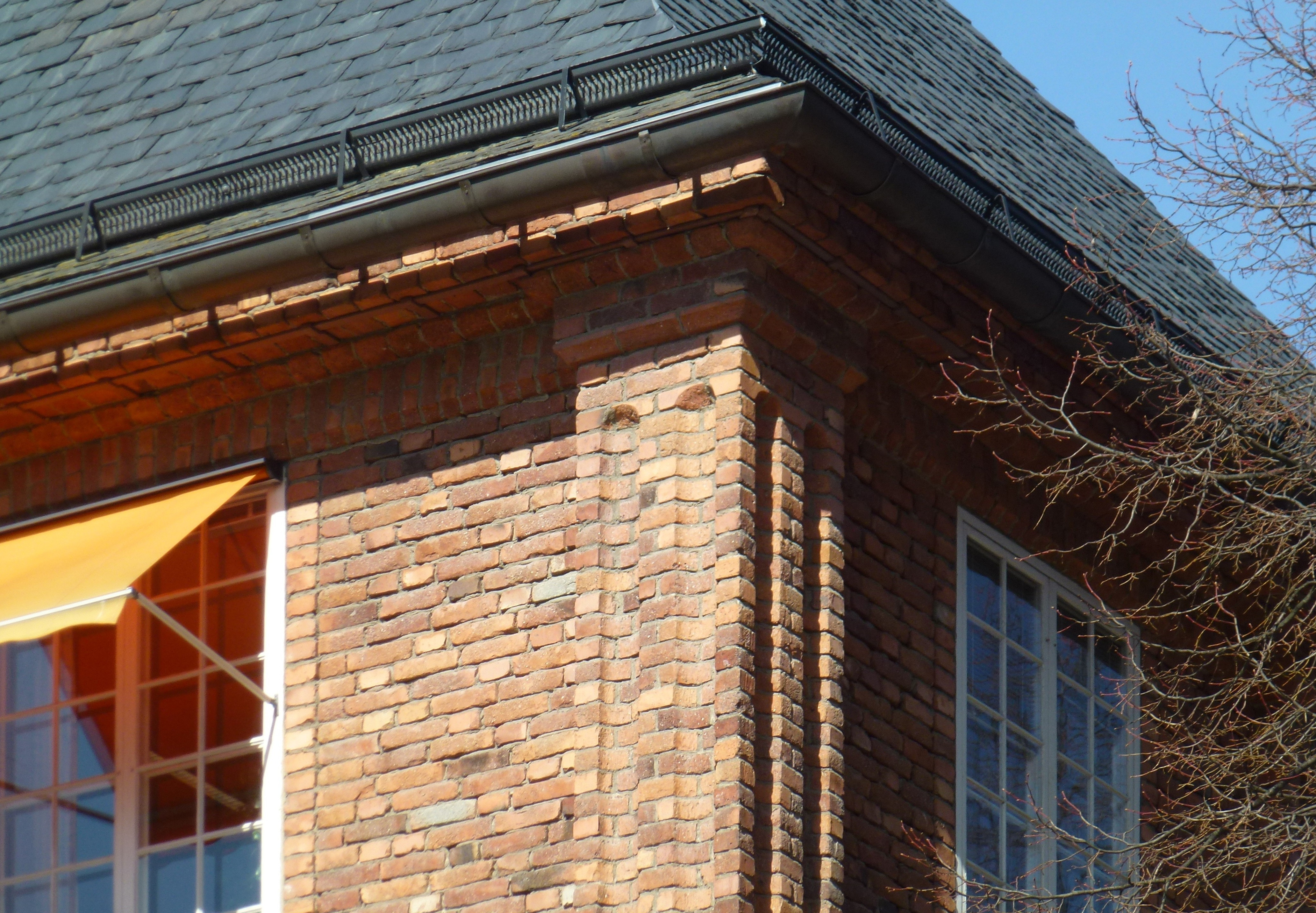

### Bilder, interiör

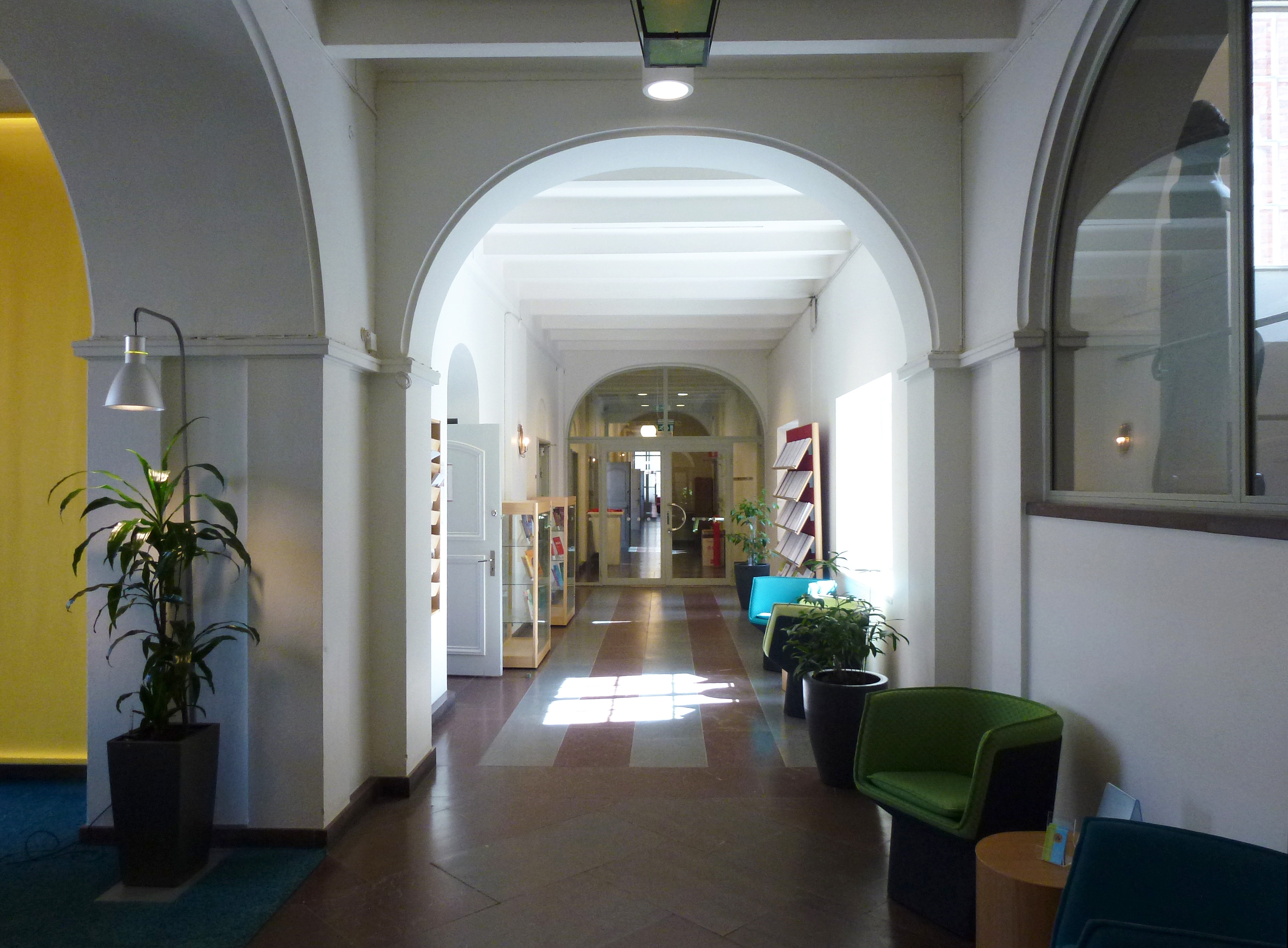
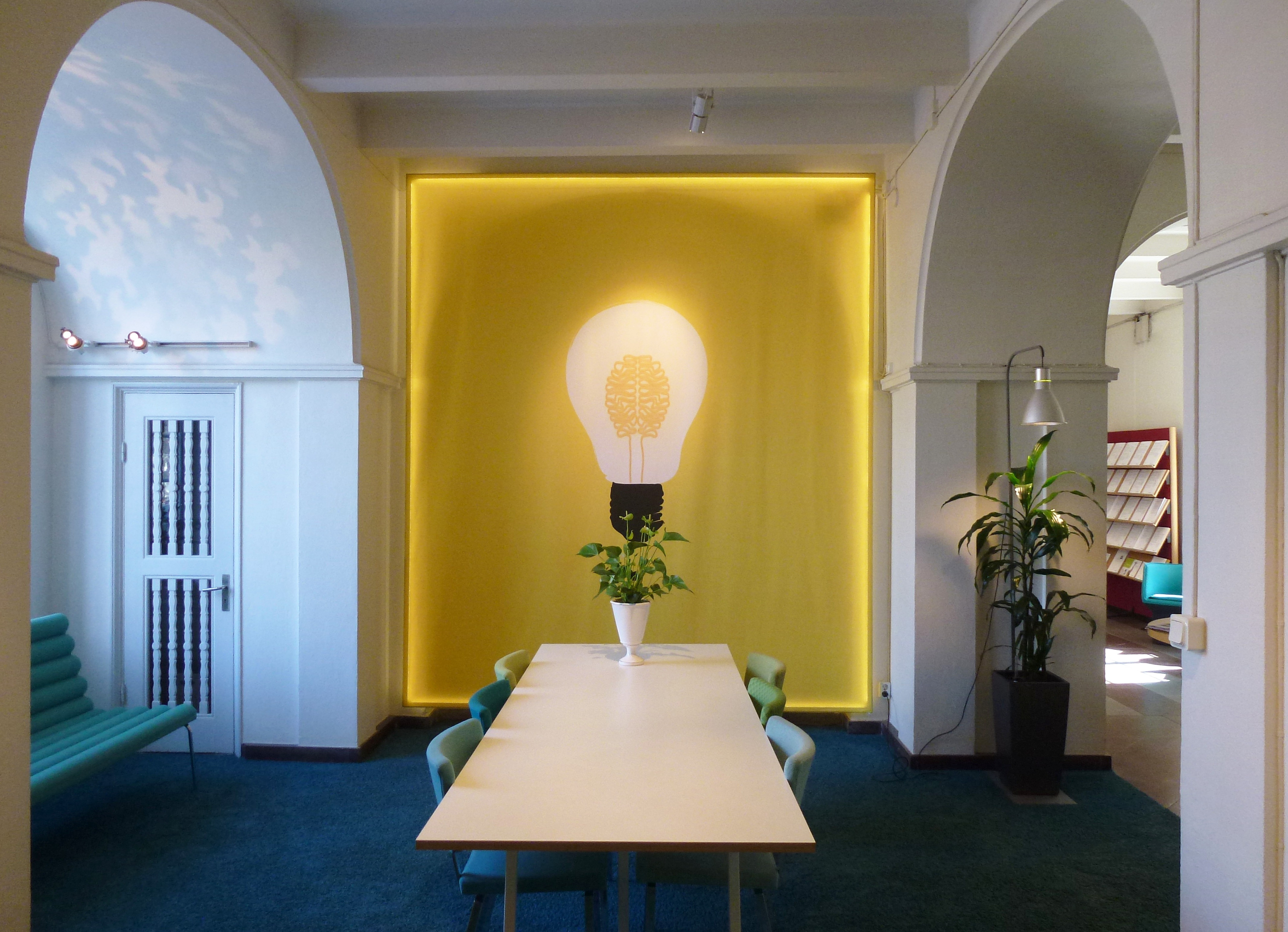
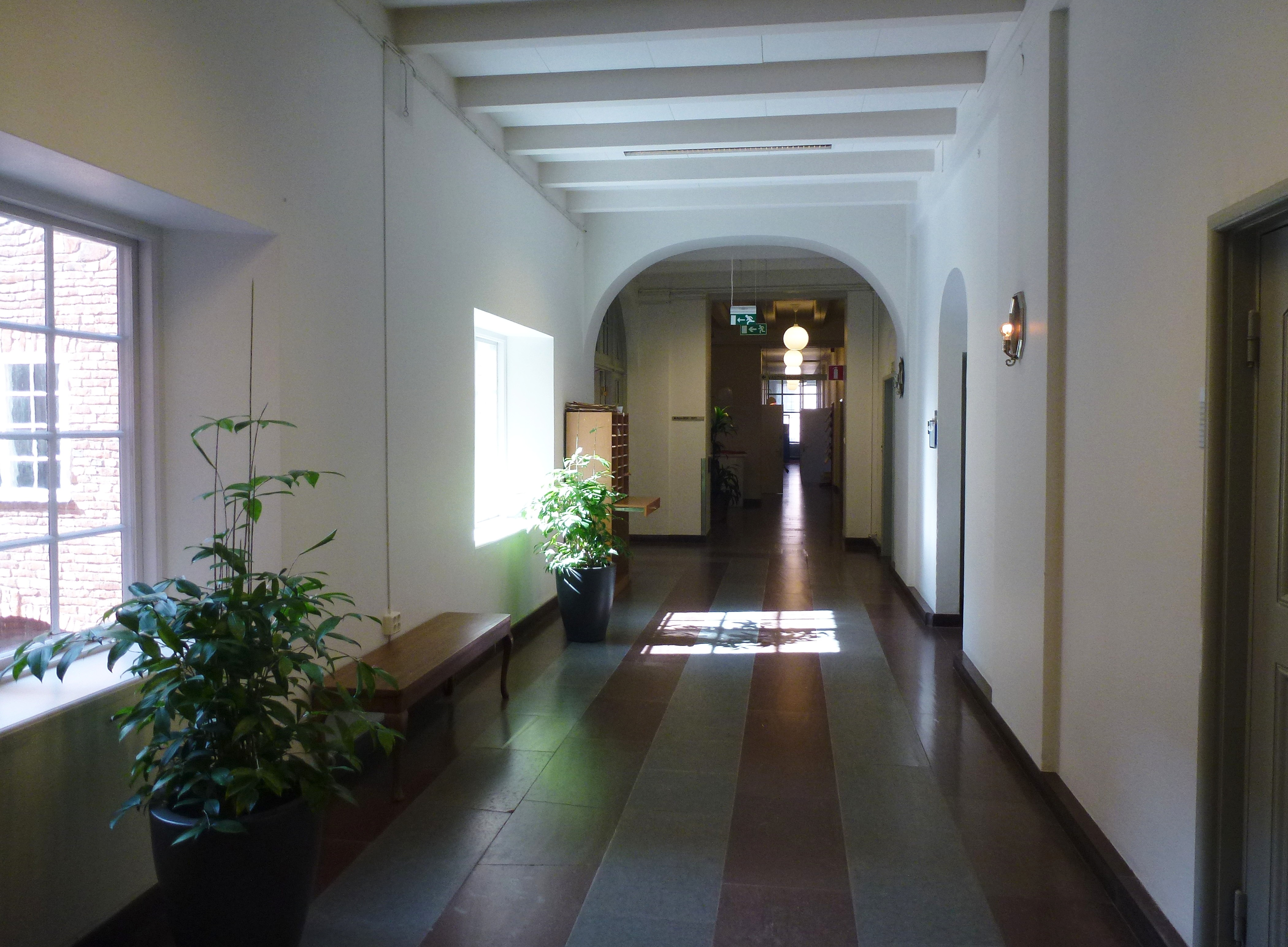
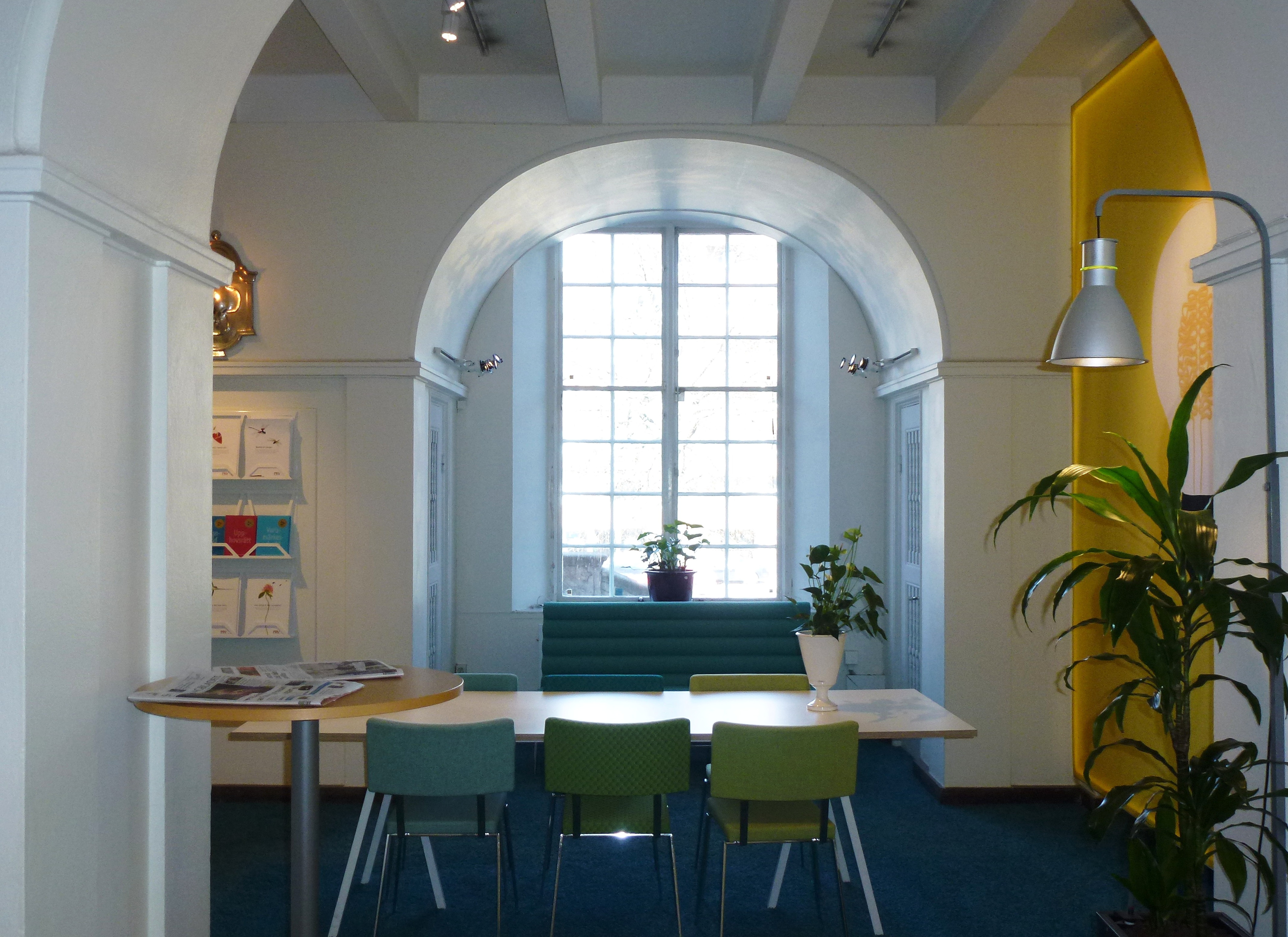

### Byggnader vid Artillerigatan och Skeppargatan
I slutet av 1950-talet hade patentverkets utrymmesbehov ökat ytterligare och i början på 1960-talet fick arkitekterna Bengt Romare och Georg Scherman uppdraget att rita en modern tillbyggnad för PRV:s lokalbehov. Placeringen av tillbyggnaden blev i vinkeln mot Artillerigatan respektive Skeppargatan. Arkitekterna tog upp den ursprungliga kubformen men valde för övrigt att avvika helt från Östbergs tegelarkitektur.  Resultatet blev två fristående paviljonger i fyra våningar med fasader av ljusa betongelement och tätt sittande fönsterrader samt fönsterbröstningar i grönt fasadglas. Yttertaket utgörs av ett indraget och kopparklätt pyramidtak. Paviljongerna kopplades till ursprungsbyggnaden med förbindelsegångar. I Stadsmuseets kulturhistoriska klassificering av innerstadens bebyggelse är annexen grönklassade, vilket innebär bebyggelse som är särskilt värdefull från bland annat kulturhistorisk synpunkt. 
Sedan år 2010 står sidobyggnaderna från 1960-talet tomma. En upprustning och modernisering av dem för fortsatt användning som kontor har inte visat sig vara kostnadseffektiv. Det finns planer att antingen riva dem eller bygga om dem till bostäder. Vid en ombyggnad, som ägaren Vasakronan är intresserad av, skulle man kunna skapa 20 lägenheter om 2 till 5 rum och kök, och vid en nybyggnad ännu fler. Stockholms stadsmuseum, som har grönklassat fastigheten, anser att paviljongerna är värda att bevara eftersom de är tidstypiska och en del av helheten av Patent- och registreringsverket.

### Bilder, annexet

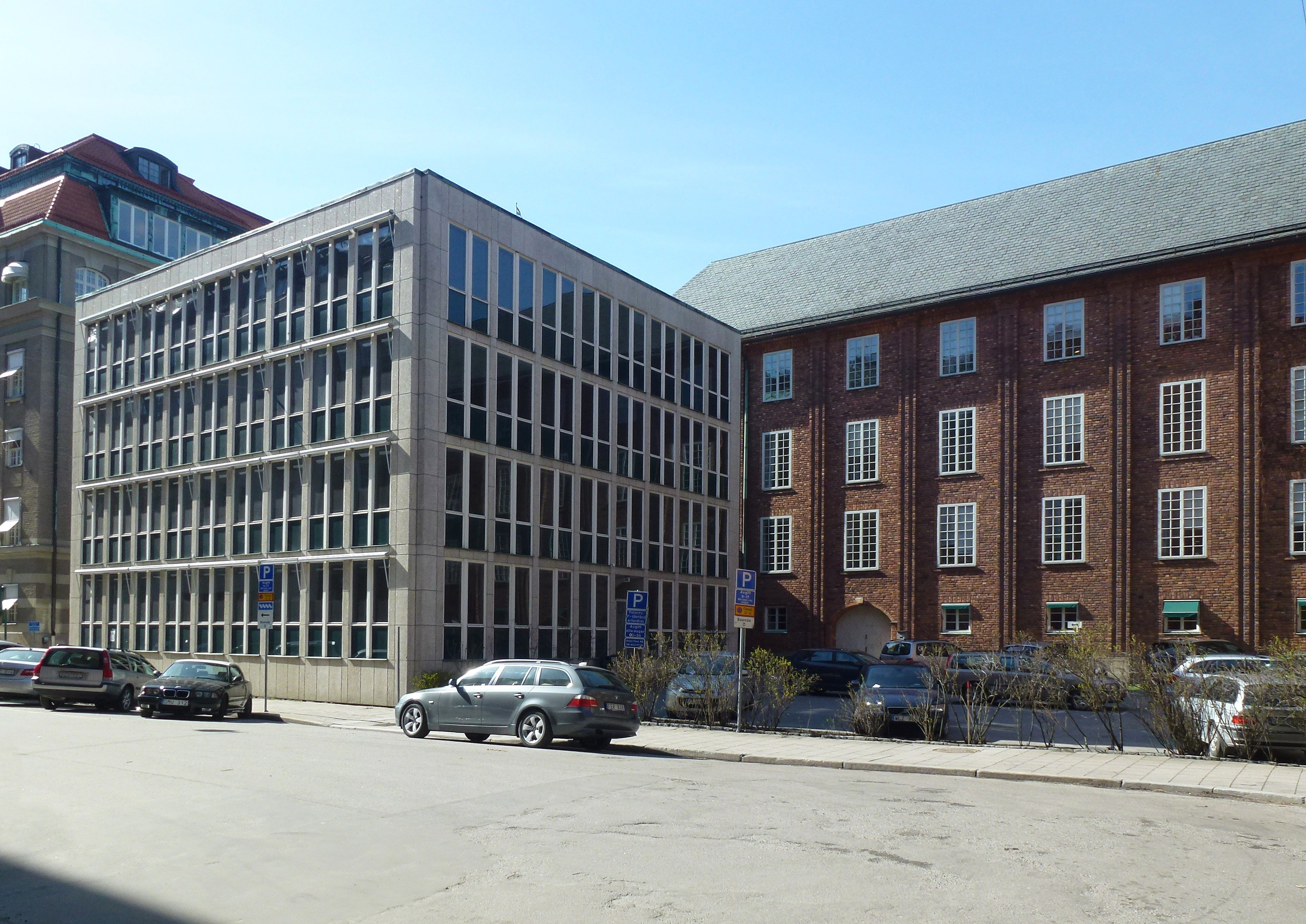
Annexet mot Skeppargatan
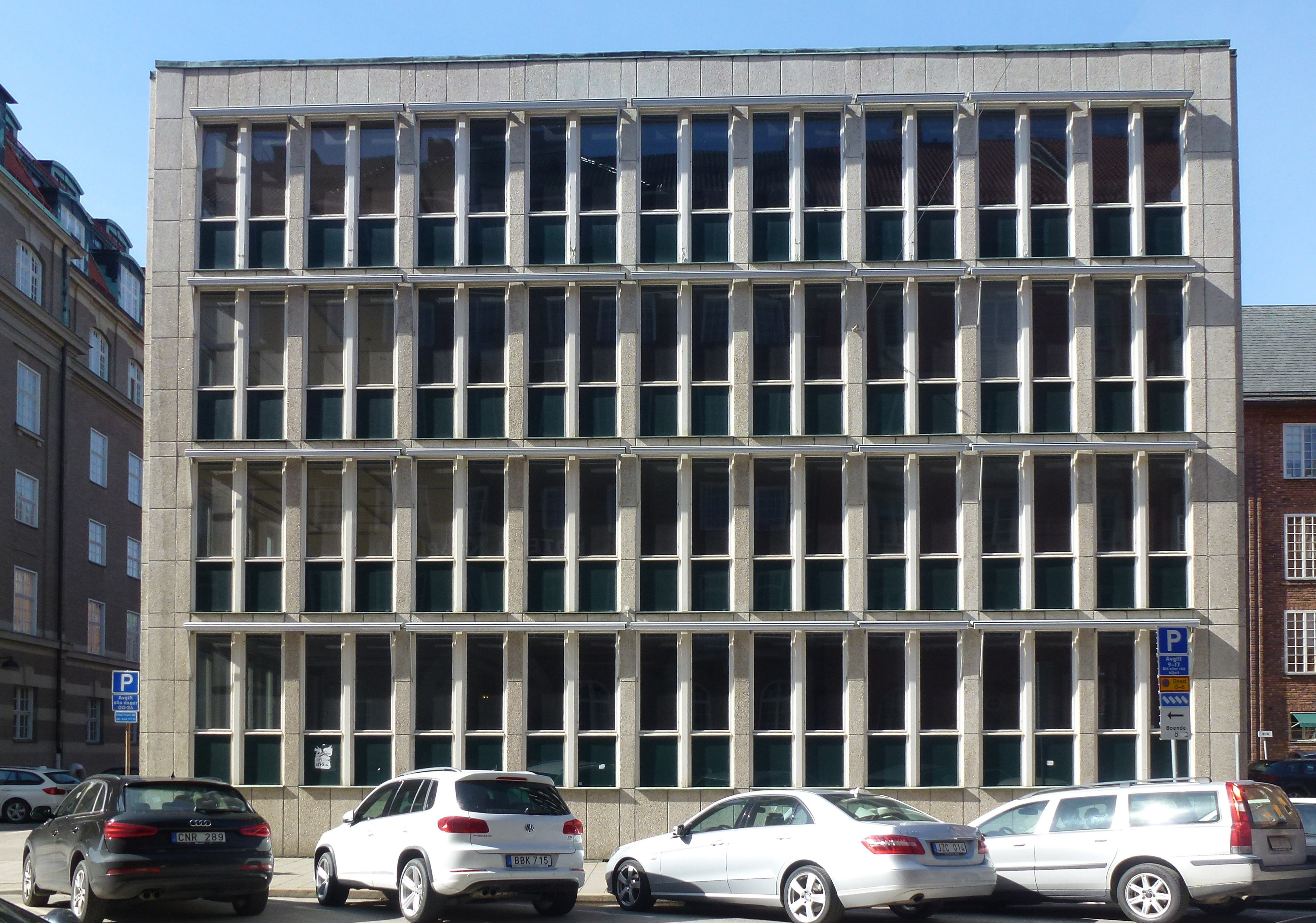
Annexet mot Skeppargatan
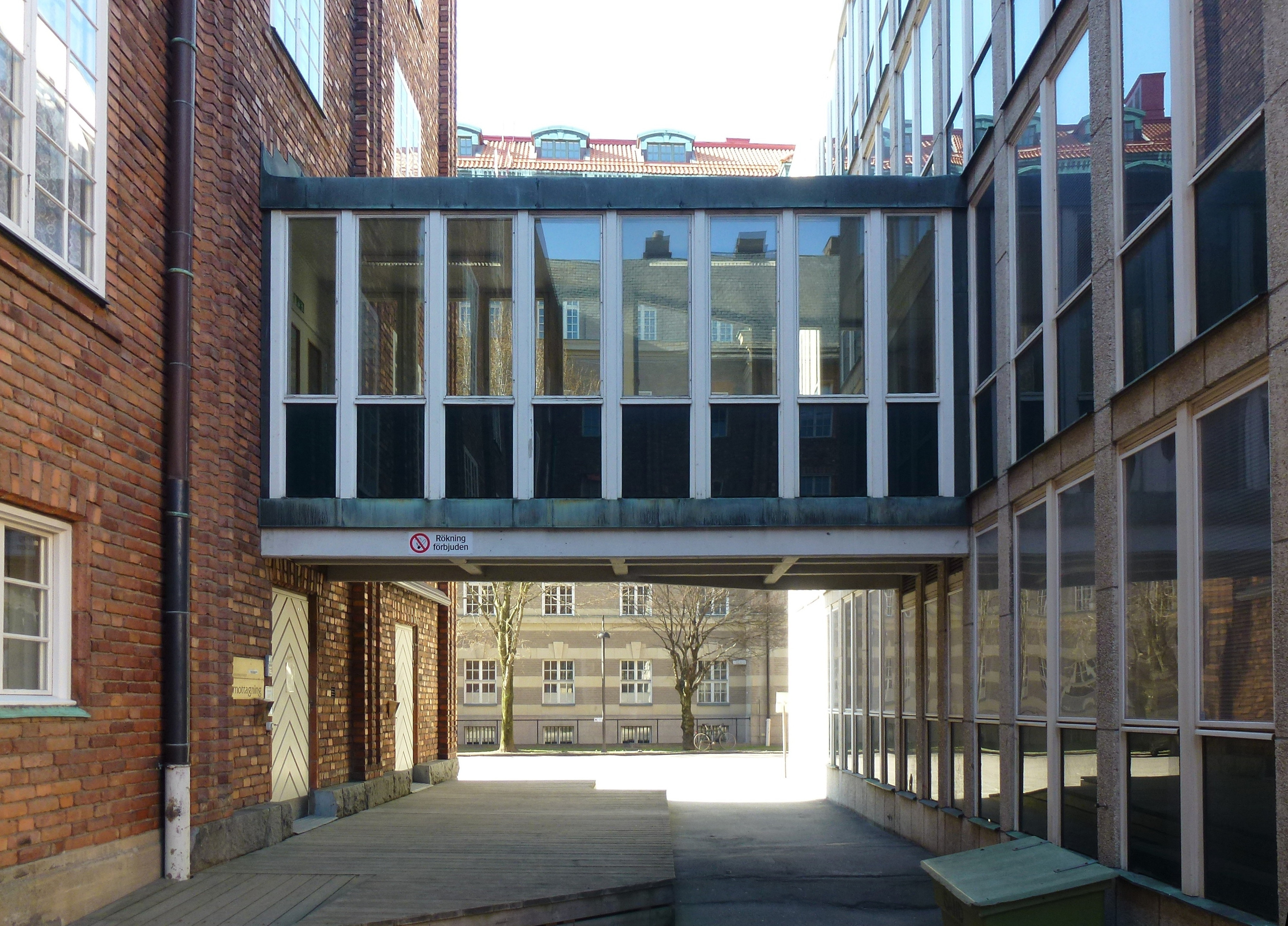
Förbindelsebyggnad
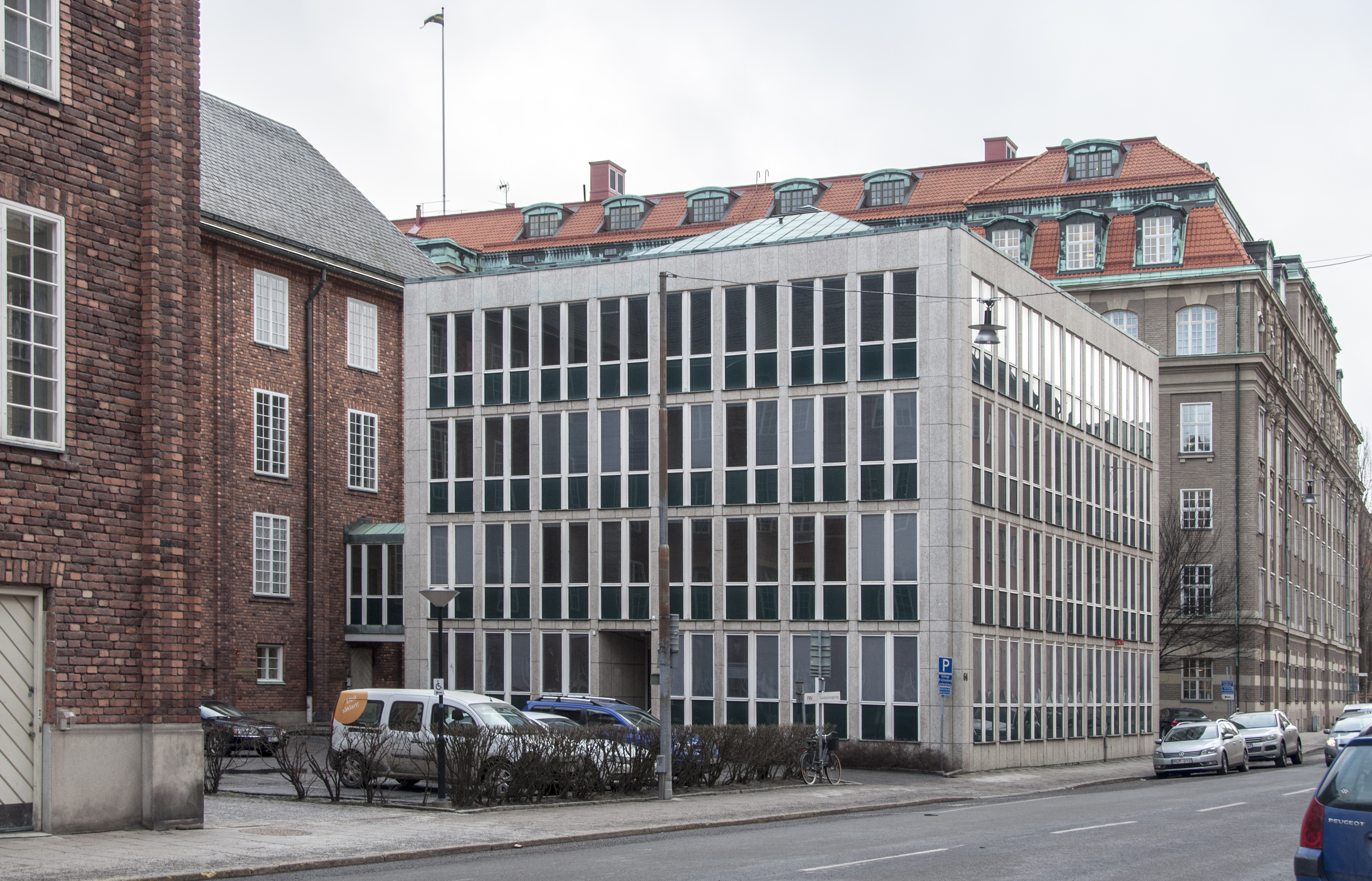
Annexet mot Artillerigatan